# Albert Jørgensen
Albert Jørgensen var en dansk atlet.
Jørgensen var medlem af Københavns IF og vandt 1918 det danske mesterskab i kuglestød, som ved den tid afgjordes som resultatet af den sammenlagte længde af stød med både højre og venstre hånd. Hans vinderresultat var 22,97. Han satte dansk rekord i kuglestød (bedste hånd) med 12,98 (1919) og tre gange sammenlagt; 23,55 (1918), 23,81 (1919) og 23,98 (1920)
En af datidens store trænerkapaciteter, den svenske kastetræner Anders Wilhelm Kreigman var Jørgensens træner 1917-1919.